# O Vaqueano
O Vaqueano é um romance de Apolinário Porto-Alegre, que foi publicado em 1872, portanto, dois anos depois que José de Alencar lançara O Gaúcho.
“Apolinário Porto-Alegre, inspirado no modelo (de O Gaúcho), publicou O Vaqueano; mas acrescentou-lhe a observação direta do meio, que faltava por completo ao escritor cearense. Ele é, portanto, o legítimo fundador do regionalismo literário sul-rio-grandense, que nesse momento deixa de ser mero sentimento coletivo e se traduz como um programa de ação.” “Alencar publicou o romance regionalista sobre a província do Rio Grande do Sul sem nunca aqui ter estado; apenas com informações orais sobre a região. Dessa forma, o texto nem sempre corresponde à realidade da pampa, chegando mesmo a fornecer uma visão deturpada do gaúcho”.
Vaqueano é aquele que, conhecendo bem os caminhos e atalhos de uma região, serve de guia a quem precisa percorrê-los.  Neste caso, o vaqueano é José de Avençal, que se debate entre a necessidade de uma vingança e a dúvida em executá-la, posto que o provável assassino de sua família é o pai de Rosita, a mulher que ama.  

## Enredo
O romance inicia com uma descrição de José de Avençal:
"Era uma natureza admirável, não tanto pelas amplas manifestações dos músculos de ferro, como pela perícia e inteligência com que guiava os exércitos da República, e a grandeza e bondade do caráter.
Também jamais houvera rio-grandense que, como ele, conhecesse a Província. Não lhe escapava uma jeira de terra, ainda mesmo perdida nos ínvios sertões ou em banhados de largo perímetro. Tinha a memória fiel até para as nugas locais. Era uma verdadeira vocação. Seu calendário de nomes abraçava do capão sumido na campina à restinga do mato ou arroio de exíguos cabedais. Constituía de per si o mais exato arquivo topográfico, um mapa vivo e pitoresco.
Sempre sorria, quando os companheiros, ante a floresta, em que o taquaruçu crescia úmido, atado às árvores gigantes por fortes cipós e entretecido de finas e mimosas enrediças, exclamavam:
- É impossível!
Quando paravam desanimados na presença dos alcantis da cordilheira ou das barrancos de caudaloso ribeirão, ainda repetiam a frase de desalento.
Sorria.
E o sorriso que lhe rugava o lábio era a craveira de sua grandeza e superioridade." 
Quando criança, a família de Avençal foi dizimada por traição e o menino foi salvo pelos escravos, sendo criado e educado por um fidalgo português. Decidido a vingar-se, ele descobriu que José Capinchos, pai de sua amada Rosita, fora o responsável pela morte de sua família. Diante dos fatos consumados, abandonou todos os bens e as propriedades e saiu a vagar pelo mundo, quando conheceu todos os capões, todos os banhados, todos os riachos, que lhe concederam conhecimento sem igual do território gaúcho. 
Buscando melhor qualificar o gaúcho, que fora delineado por Alencar, Apolinário Porto Alegre destaca, por exemplo, a falta de apego ao dinheiro e às coisas materiais, características de Avençal e seu amigo Moisés, que também não demonstram vaidade diante de posições de mando e poder.
O pano de fundo da narrativa é a Revolução Farroupilha, situando-se os eventos do romance entre abril de 1838 e novembro de 1839, havendo como tarefa posta ao vaqueano conduzir parte das tropas do exército sulino até Santa Catarina. 
Os dramas pessoais de Avençal vão se desenrolando conforme prossegue a viagem. 
Na narrativa,não parece existir uma forte inclinação para os ideais defendidos pelos chamados farrapos, ainda assim Avençal junta-se às tropas farroupilhas, de modo que são inseridas personagens históricas como Bento Gonçalves, David Canabarro, Giuseppe Garibaldi, aparecendo em posição secundária. Ao final, o vaqueano, que vinha sendo perseguido pelo filho de José Capinchos, sacrifica a sua vida em defesa do Forte de Laguna.  

## Relevância histórico-artística da obra
A relevância do romance de Apolinário Porto Alegre reside no fato que inaugurou uma temática na literatura gaúcha e fixou um modelo, o monarca das coxilhas, que ganharia o seu apogeu com Contos Gauchescos, de João Simões Lopes Neto. Trata-se, pois, de uma matriz literária sob a qual se assentaram as produções em prosa e verso nas últimas décadas do século XIX e no início do século XX.     
Como membro da Sociedade Partenon Literário, também responsável pelo incremento da temática regionalista: os hábitos rurais, as paisagens campeiras, a linguagem peculiar no Rio Grande do Sul, Apolinário Porto Alegre viu sancionado o seu projeto de ressaltar o tipo sul-riograndense.   A transposição do gaúcho pária para a literatura, nobilitando-o, atribuindo-lhe caracteres de ser mítico, “o monarca das coxilhas”, seria, neste sentido, de grande valia para as oligarquias rurais, que usariam o peão nos tempos de paz para as duras lides do campo e levariam-no para a guerra, como soldado, sem o pagamento do respectivo soldo.  
O modelo identitário, mítico do monarca das coxilhas, ainda que tenha passado por uma releitura pelo chamado romance de 30, nas obras de Aureliano de Figueiredo Pinto, Cyro Martins, Pedro Wayne, ainda encontra reflexos, por exemplo, hoje, na música popular gaúcha  e têm sido explorados pelo Movimento Tradicionalista Gaúcho (MTG). 
O romance serve também como documento para, do ponto de vista da História, pesquisar as formas de representação da Revolução Farroupilha através da literatura, entre aqueles que viveram o século XIX e os anos posteriores àquele acontecimento,  assim como oferece material para reconhecimento sobre a situação escravista na província mais meridional do Brasil. 
Em homenagem a Apolinário Porto Alegre e à sua obra, a Prefeitura Municipal de Rio Grande instituiu um concurso, em 2016, que, anualmente, premia cronistas e contistas e, entre os troféus, está “O Vaqueano”, alusão ao romance e que é entregue ao primeiro colocado.